# Yurtta sulh, cihanda sulh

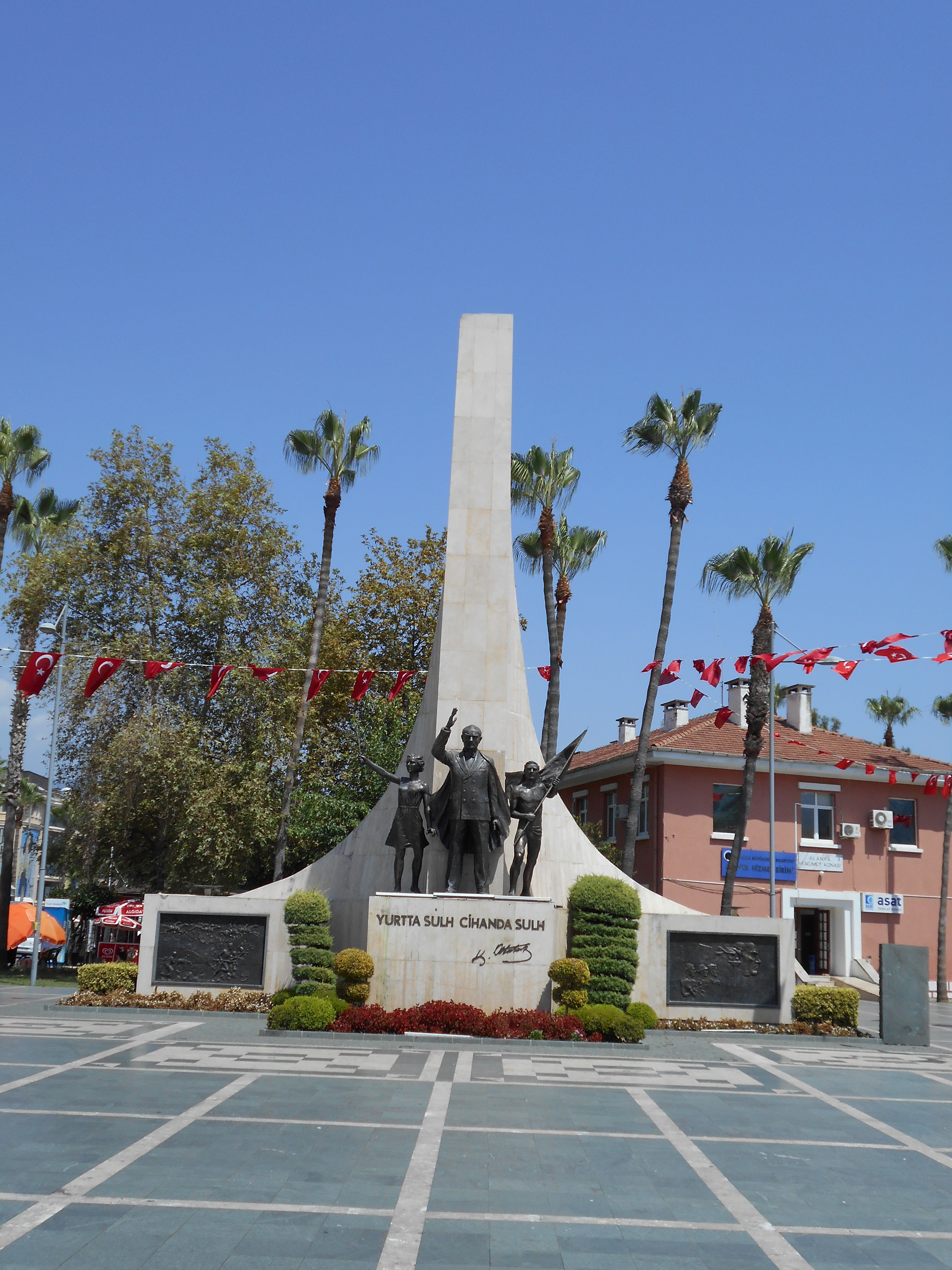
Atatürk-Denkmal in Alanya mit dem Satz „Yurtta sulh, cihanda sulh“

Der türkische Satz Yurtta sulh, cihanda sulh (auf Deutsch: Frieden in der Heimat, Frieden in der Welt) gilt als einer der Leitsätze des Kemalismus. Yurtta sulh, cihanda sulh wurde erstmals von Mustafa Kemal Atatürk am 20. April 1931 vor der Öffentlichkeit ausgerufen und gilt als Motto der türkischen Außenpolitik.
Der gesamte Originalsatz war:

„Cumhuriyet Halk Fırkası'nın müstakar umumî siyasetini şu kısa cümle açıkça ifadeye kâfidir zannederim: Yurtta sulh, cihanda sulh için çalışıyoruz.
(„Ich glaube, dass der folgende kurze Satz ausreicht, um die unbeirrbare allgemeine Politik der Republikanischen Volkspartei klar zum Ausdruck zu bringen: Wir arbeiten für den Frieden zu Hause und den Frieden in der Welt.“)“

Die seit den Sprachreformen zur Türkisierung angenommene zeitgenössische Version ist “Yurtta barış, dünyada barış”.